# Can Madurallet
Can Madurallet és un edifici del municipi de Sant Just Desvern (Baix Llobregat) que forma part de l'Inventari del Patrimoni Arquitectònic de Catalunya.

## Descripció
És una masia amb portal dovellat. Les reformes realitzades han deformat la seva façana, però conserva l'estructura de tres tramades i coberta a dues aigües, vessant als laterals.

## Història
El nom primitiu d'aquesta casa es desconeix. Una nota del rector Dr. Bonells (1659) deia: "que la casa y heretat den Carbonell de la Plassa antes era de Antich Duran y Gaspar Duran, son fill, pagesos de Santa Eulàlia de Provençana". Fou anomenada Can Carbonell de la Plaça per distingir-la d'altres famílies Carbonell.
El 1709 el Dr. Bernadà diu que la casa és de Jaume Modolell com conta en un testament fet pel mateix rector. El 1753 "el llibre d'entrades i eixicles" en deia Can Modolell de la Plaça, nom que després canvià pel de Can Modorellet. També anomenada posteriorment Casa dels Caçadors.
Del 1356 consta: "Venda feta anen Pere Carbonell de la Plassa de la parròquia de SJD... una peça de terra vinya plantada que possehia en dita parròquia en lo lloc dit Fontanella" (Arxiu de la Catedral de Barcelona. Secció Pia Almoina. 12 de març del 1356, pàg. 43.)